# Chaofloden
Chaofloden eller Chao He (kinesiska: 潮河) är ett vattendrag i Kina. Det ligger i den nordöstra delen av landet, 100 km nordost om huvudstaden Peking.
Chaofloden rinner söder ut mot Peking och rinner ut i Miyunreservoaren. Chaofloden skär en dal genom Yanbergen och passerar kinesiska muren vid Gubeikou.
Inlandsklimat råder i trakten. Årsmedeltemperaturen i trakten är 12 °C. Den varmaste månaden är juli, då medeltemperaturen är 24 °C, och den kallaste är januari, med −6 °C. Genomsnittlig årsnederbörd är 796 millimeter. Den regnigaste månaden är juli, med i genomsnitt 212 mm nederbörd, och den torraste är januari, med 2 mm nederbörd.